# Târgu Frumos
Târgu Frumos è una città della Romania di 13 471 abitanti, ubicata nel distretto di Iași, nella regione storica della Moldavia. Nel 1944 vi si svolse una battaglia che fermò temporaneamente l'Armata Rossa nella sua avanzata verso la Romania, nota come Battaglia di Târgu Frumos.